# Ángel Yokopicio
Ángel Yocupicio – meksykański zapaśnik w stylu klasycznym. Brązowy medal na mistrzostwach panamerykańskich w 2014 roku.